# 郑传玖
郑传玖（1978年11月—），贵州正安人，汉族，无党派人士。中华人民共和国政治人物、第十三届全国人民代表大会贵州省代表。

## 生平
鄭傳玖出生於貴州省正安縣安祥鎮解放村。家中四兄弟，鄭傳玖排行最小。
1993年，三哥鄭傳祥到廣州打工。1997年，鄭傳玖亦離開家鄉貴州正安，到廣州找其三哥。其時，鄭傳祥已在一家廣州吉他廠任職。鄭傳玖也希望能到兄長所在的吉他廠工作。
當時工廠尚未有空缺，鄭傳玖只能先在當地做苦力，及後工廠有空缺，才由兄長介紹進入吉他廠。
鄭傳祥及鄭傳玖兄弟二人，一直由工人先後做到廠長，期間學習了所有製作吉他的工藝。2007年，兄弟二人更在廣州設立吉他廠。
其後正安縣政府邀請鄭傳玖回家鄉正安開廠，鄭傳玖答應，並將一半業務搬回正安。經過一段時間，正安吉他生產業務亦蒸蒸日上，鄭傳玖遂將所有吉他生產搬到正安。正安亦漸漸成為全國最大的吉他生產基地，佔全球吉他生產量七份之一，並有「中國吉他之都」之稱。
2018年，郑传玖被选为贵州省出席第十三届全国人民代表大会代表。

## 軟事
鄭傳祥鄭傳玖兩兄弟的故事，被拍成電視劇《吉他兄弟》，由中共貴州省委宣傳部、允升文化傳媒（北京）有限公司等出品，於2020年在中央電視台電視劇頻道首播。